# Parvoscincus igorotorum
Espèce
Synonymes
- Sphenomorphus igorotorum Brown, Linkem, Diesmos, Balete, Duya & Ferner, 2010

Parvoscincus igorotorum est une espèce de sauriens de la famille des Scincidae.

## Répartition
Cette espèce est endémique de l'île de Luçon aux Philippines.

## Étymologie
Cette espèce est nommée en l'honneur du peuple autochtone des Igorot.

## Publication originale
- Brown, Linkem, Diesmos, Balete, Duya & Ferner, 2010 : Species boundaries in Philippine montane forest skinks (Genus Sphenomorphus): three new species from the mountains of Luzon and clarification of the status of the poorly known S. beyeri, S. knollmanae, and S. laterimaculatus. Scientific papers / Natural History Museum, the University of Kansas, no 42, p. 1-27 (texte intégral).